# Нели
Вижте пояснителната страница за други личности с името Нели.
Нели, чието цяло име е Корнел Хейнс младши (на английски: Nelly, Cornell Haynes Jr.), е американски певец и актьор, роден на 2 ноември 1974 г. в Остин, щата Тексас. Той е един от най-продаваните рапизпълнители на всички времена с над 40 милиона продадени албума в цял свят. Освен това той е и най-успешният рапър в историята на американската класация Billboard Hot 100 с девет песни в челната десетка, четири от които са заемали първото място. Нели има спечелени три награди Грами.

## Биография
Нели е роден в семейството на войник от Военновъздушните сили на САЩ. Малко след раждането му, семейството се мести да живее в Испания, защото бащата е стациониран там. След като Нели става на три години, семейството му се завръща в САЩ, този път установявайки се в Сейнт Луис. Има две деца – дъщеря Чанел Хийнс (р. 27 февруари 1994) и син Корнел Хейнс трети (р. 2 март 1999).
Нели има доста бурно детство. Живее с различни членове на семейството и няколко пъти сменя училището си. Често се забърква в улични разправии с момчета на неговата възраст. Скоро е открит бейзболният му талант, но Нели отклонява няколко предложения да започне професионална кариера. Вместо това, през 1993 г., заедно с петима свои приятели основава групата Сейнт Лунатикс.
През 1996 г. Сейнт Лунатикс записва първия си сингъл – Gimme What Ya Got, който бързо добива популярност в Сейнт Луис и околността. Въпреки този успех, групата не успява да подпише договор със звукозаписна компания. След няколко неуспешни опита Нели решава, че ще има по-голям успех със солова кариера и утвърждаването му на музикалната сцена ще спомогне за развитието на групата. Нели подписва с Юнивърсъл Рекърдс и през 2000 г. издава дебютния си албум – Country Grammar. Албумът влиза директно на трето място в общата класация за продажба на албуми Билборд 200, а по-късно стига и до първата позиция. Country Grammar се продава над 9 милиона пъти, което му осигурява сертификация от RIAA като деветкратно платинен.
Година по-късно идва и дългоочакваният пробив на Сейнт Лунатикс, който печели платинен статут. През 2002 г. излиза вторият албум на Нели, наречен Nellyville. Той също заема първата позиция в Билборд 200. Продадени са над 6 милиона копия (шесткратен платинен статут).
Междувременно се оказва, че сестра му Джаки Донахю е болна от левкемия. През 2003 г. двамата стартират кампанията Jus Us 4 Jackie, чиято цел е намирането на костен мозък за трансплантация. Въпреки че в конкретния случай кампанията е безрезултатна и Джаки умира през месец март 2005 г., фондацията успява да осигури донори за други болни хора. Нели стартира и 4sho4kids – благотворителна организация, посветена на подобряване нивото на живот на деца, родени и развиващи се недъзи и деца, пристрастени към наркотиците.
През 2003 г. Нели печели две награди грами – за Най-добро мъжко солово рап-изпълнение (Hot in Herre) и Най-добро рап сътрудничество (Dilemma в дует с Кели Роулънд). През 2004 г. отново печели Грами, този път в категорията Най-добро рап-изпълниние на дует или група за песента Shake Ya Tailfeather на колегата му от Сейнт Лунатикс Мърфи Лий, в която участва и Пи Диди.
През 2004 г. Нели прави нещо невиждано за рап изпълнител дотогава – той издава два албума едновременно – Sweat, който е с рап ориентация и в него преобладават бързите и ударни клубни хитове, и Suit, който има R&B звучене. С тях той поставя няколко рекорди. Нели е първият в света изпълнител, който дебютира едновременно на първа и втора позиция (респективно Suit и Sweat) в класациите и в САЩ, и в Канада. Освен това той е и първият певец, който заема едновременно първо и второ място, както в Билборд 200, така и в R&B/Hip-Hop класацията за албуми. Suit се оказва по-успешният албум с над 3 милиона продадени копия, докато Sweat има „само“ над един милион продажби.
Новият албум на Нели е озаглавен Brass Knuckles, който след неколкократни отлагания трябва да излезе на пазара през юни 2008 г.
Освен на музикалната сцена, Нели се проявява и на големия екран. Дебютът му е през 2001 г. във филма Snipes със Зой Салдана, който обаче поради липса на средства няма особен успех в кината. През 2005 г. Нели участва в Свободна игра (The Longest Yard) с Бърт Рейнолдс, Адам Сандлър, Крис Рок, римейк на едноименния филм с Бърт Рейнолдс от 1974 г.
Нели притежава своя собствена модна колекция за мъже и жени. Тази за мъже се нарича Vokal, а женската е Apple Bottoms.

## Дискография
Основна статия: Дискография на Нели
Албуми
- 2000: Country Grammar
- 2002: Nellyville
- 2004: Sweat
- 2004: Suit
- 2008: Brass Knuckles

Компилации
- 2003: Da Derrty Versions: The Reinvention
- 2005: Sweat / Suit
- 2005: Sweatsuit

Сингли
- 2011: [Lose control] [with Keri Hilson]
- 2010: [Miss me] [with Mohombi]
- 2000: Country Grammar (Hot Shit)
- 2000: E.I.
- 2001: Ride wit Me (със Сити Спъд)
- 2001: Batter Up (с Мърфи Лий & Али)
- 2001: #1
- 2002: Hot in Herre
- 2002: Dilemma (с Кели Роулънд)
- 2002: Air Force Ones (с Мърфи Лий, Али и Куджюън)
- 2003: Work It (с Джъстин Тимбърлейк)
- 2003: Pimp Juice
- 2003: Iz U
- 2004: Na-Nana-Na
- 2004: My Place (с Джахайм)
- 2004: Flap Your Wings
- 2004: Tilt Ya Head Back (с Кристина Агилера)
- 2004: Over and Over (с Тим МакГроу)
- 2005: N Dey Say (със Спендау Балет)
- 2005: Errtime (с Кинг Джейкъб и Джънг Тру)
- 2005: Fly Away
- 2005: Grillz (с Пол Уол, Али, Биг Гип и Бранди Уилямс)
- 2007: Wadsyaname
- 2008: Party People (с Фърги)
- 2008: [(Stepped on my J'z)с участието на Jarmaine Dupri and Ciara]

Като гост-изпълнител
- 2001: Where the Party At (Jagged Edge)
- 2002: Girlfriend ('N Sync)
- 2003: Shake Ya Tailfeather (Мърфи Лий, Пи Диди)
- 2003: Hold Up (Мърфи Лий)
- 2005: Get It Poppin' (Фет Джо)
- 2005: Nasty Girl (The Notorious B.I.G., Пи Диди, Jagged Edge, Ейвъри Сторм)
- 2006: Call on Me (Джанет Джаксън)
- 2006: Hard In Da Paint (Али, Биг Гип)
- 2007: 5000 Ones (DJ Драма, T.I., Йънг Джок, Willie the Kid, Йънг Джийзи, Туиста)
- 2007: Switch (Ашанти)